# Markus Korkiakoski
Markus Korkiakoski (* 4. března 1992 Yli-Ii) je finský lední hokejista hrající na postu útočníka.

## Život
S ledním hokejem začínal ve finském celku Kiekko-Ketut. Mládežnická a juniorská léta své sportovní kariéry strávil v kádru Kärpätu Oulu. Během sezóny 2011/2012 si prvně zahrál i za mužský výběr, když byl z Kärpätu zapůjčen na hostování do Kiekko-Laser. Rovněž sezónu 2012/2013 odehrál především za juniory Kärpätu, nicméně po zbývající část hostoval v Kajaaninu Hokki. Kompletně po celý ročník 2013/2014 hostoval v LeKi. Před sezónou 2014/2015 přestoupil do Kajaaninu Hokki, odkud na dvě utkání hostoval v IPK. I další ročníky hrál soutěžní utkání v dresu klubu z Hokki, až před sezónou 2017/2018 přestoupil do Hermes. Během ročníku odehrál jedno utkání jako člen kádru celku z Hokki a pak přestoupil do francouzského Étoile noire de Strasbourg hrajícího Ligue Magnus. Po sezóně opět změnil své působiště, když se přesunul do České republiky, do celku HC Stadion Litoměřice, odkud jedno utkání v ročníku 2018/2019 hostoval v litvínovské Vervě. Další sezónu (2019/2020) kompletně strávil v Litoměřicích a ačkoliv mu vedení klubu nabízelo prodloužení spolupráce, jejich přání nevyslyšel. Od sezóny 2020/2021 hraje za HC RT TORAX Poruba 2011.